# Tadeusz Łagoda
Tadeusz Józef Łagoda (ur. 9 sierpnia 1965 w Opolu) – polski inżynier mechaniki, budowy i eksploatacji maszyn, budownictwa, specjalizujący się w wytrzymałości materiałów, zmęczeniu materiałów i konstrukcji; nauczyciel akademicki związany z Politechniką Opolską.

## Życiorys
Po ukończeniu szkoły podstawowej kontynuował naukę w II Liceum Ogólnokształcącym, które ukończył w 1984 roku. Studiował technologię maszyn w Instytucie Budowy Maszyn Wyższej Szkoły Inżynierskiej w Opolu, uzyskując w 1990 roku dyplom. Rok wcześniej został zatrudniony jako asystent w macierzystej uczelni. W 1996 roku uzyskał stopień doktora nauk technicznych na podstawie pracy pt. Rola związków korelacyjnych między składowymi stanu naprężenia przy obliczaniu trwałości zmęczeniowej tworzyw konstrukcyjnych, której promotorem był prof. Ewald Macha. Został zatrudniony na stanowisku adiunkta. W 2001 roku uzyskał stopień doktora habilitowanego na podstawie pracy pt. Energetyczne modele oceny trwałości zmęczeniowej materiałów konstrukcyjnych w warunkach jednoosiowych i wieloosiowych obciążeń losowych. Niedługo potem otrzymał stanowisko profesora nadzwyczajnego. W 2008 roku otrzymał tytuł profesora nauk technicznych oraz stanowisko profesora zwyczajnego.
Był pełnomocnikiem rektora do spraw utworzenia Wydziału Edukacji Technicznej i Informatycznej, którego został pierwszym dziekanem w latach 2006-2008. Od 2008 do 2012 roku pełnił obowiązki prodziekana do spraw nauki Wydziału Mechanicznego. Kieruje Katedrą Mechaniki i Podstaw Konstrukcji Maszyn. W 2012 roku został wybrany dziekanem Wydziału Mechanicznego PO.
Ma w swoim dorobku 235 publikacji naukowych, z czego 12 monografii i książek oraz 4 skrypty. Wypromował 10 doktorów, w tym trzech otrzymało wyróżnienia za swoje rozprawy doktorskie.